# Regole per la guida dell'intelligenza
Le Regole per la guida dell'intelligenza (in latino Regulae ad directionem ingenii) sono un'opera di Cartesio composta tra il 1619 e il 1630. Rimasto incompiuto probabilmente per l'insoddisfazione dell'autore nei confronti delle riflessioni qui contenute, il manoscritto sarà ritrovato solamente molti anni più tardi e pubblicato postumo in una traduzione nederlandese nel 1684 e nell'originale latino nel 1701.

## Analisi dell'opera
Il filosofo francese afferma in questo testo che la saggezza umana è una sola, quali che siano i soggetti a cui si applica. Filosofia e scienza devono infatti concentrarsi su quella che è l'origine di ogni sapere, ovvero la mente umana. Il primo e maggior problema filosofico è dunque costituito da tale oggetto, analizzato nella sua estensione e validità: un'indagine di questo genere è preliminare ad ogni altra interrogazione.
La matematica appare a Cartesio come il modello di sapere correttamente fondato, almeno a questo stadio della sua riflessione (nelle Meditazioni metafisiche necessiterà invece anch'essa di fondazione). Le Regole puntano pertanto a tentare di applicare procedimenti tratti da questa disciplina anche agli altri campi del sapere, in maniera tale da garantirne la veridicità
La prima edizione del 1684 riportava un totale di 21 regole, poi ridotte a 4 nel successivo Discorso sul metodo.